# St. Josef (Krefeld)

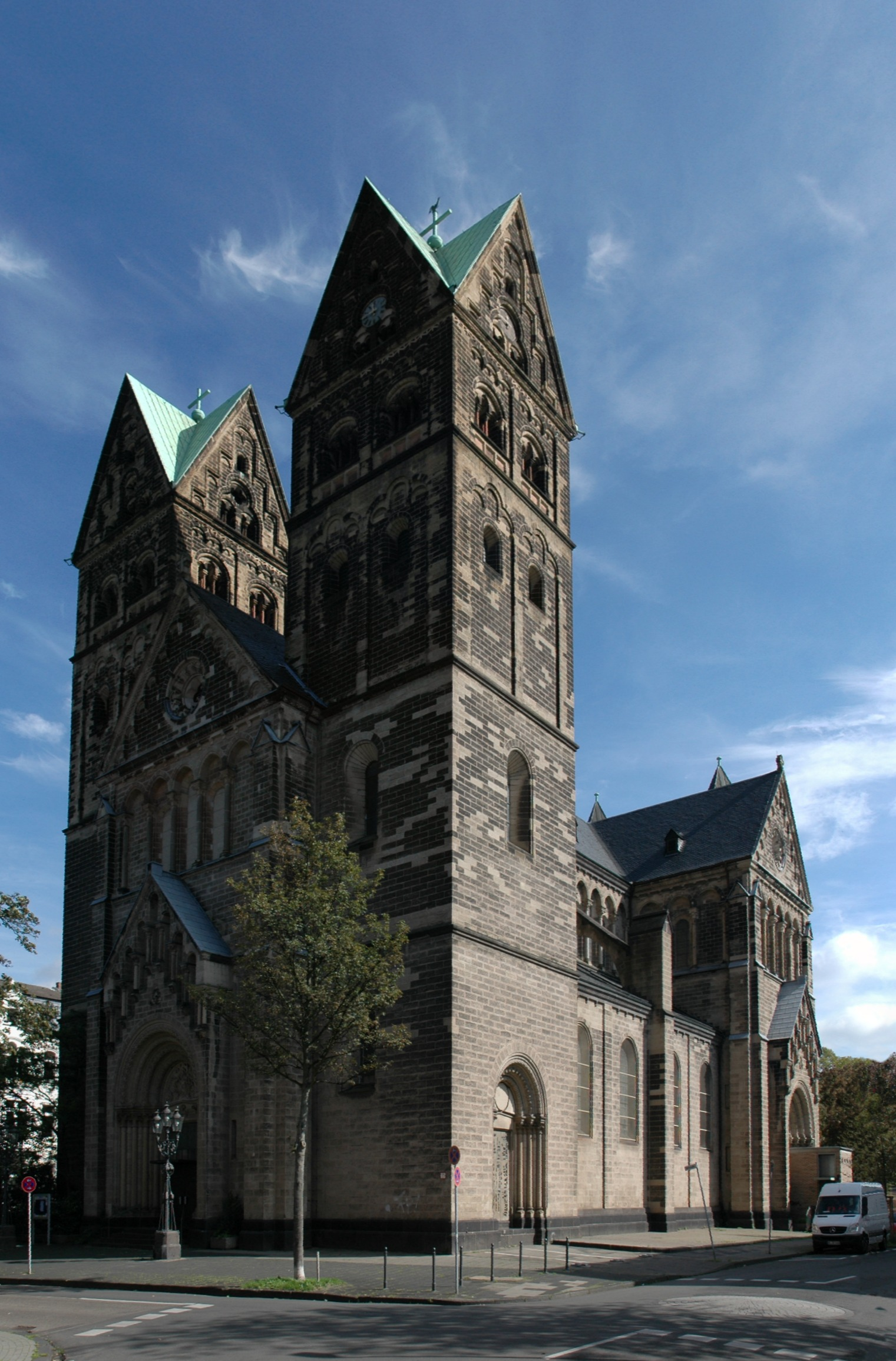
St. Josef in Krefeld

St. Josef ist eine römisch-katholische Filialkirche in Krefeld in Nordrhein-Westfalen. Sie steht unter dem Patronat des hl. Josef (Gedenktag 19. März) und gehört zur Pfarre Johannes XXIII., deren Pfarrkirche St. Dionysius ist. Die Kirche wurde zwischen 1887 und 1890 nach Plänen von Caspar Clemens Pickel erbaut, 1898 folgte der Bau der Doppelturmfassade.
Das Kirchengebäude befindet sich im Süden der Innenstadt an der Ecke Südstraße / Roßstraße.

## Geschichte
Das Viertel rund um die heutige Josefskirche wurde in den 1880er Jahren immer mehr bebaut. Pfarrlich gehörte es damals zur Pfarre St. Dionysius. Aufgrund der stetig steigenden Anzahl an Katholiken regte der Oberpfarrer von St. Dionysius, Hermann Joseph Schmitz, die Gründung des Josefsvereins zwecks Bau einer Kirche im Süden des Pfarrgebietes an. Nachdem genügend Mittel bereitstanden, wurde die Planung der neuen Kirche 1886 ausgeschrieben. Der Düsseldorfer Architekt Caspar Clemens Pickel erhielt schließlich den Auftrag. Unter der Leitung von Pickel und Theodor Quester, Krefeld, entstand in dreijähriger Bauzeit die heutige Kirche. Die Grundsteinlegung war am 16. Oktober 1887, die feierliche Kirchweihe am 19. März 1890. Der Bau der beiden Westtürme folgte 1898, die Bauleitung hatte Wilhelm Pauen, Düsseldorf.
1892 wurde St. Josef von der Mutterpfarre St. Dionysius losgelöst und eigenständige Pfarre.
Im Zweiten Weltkrieg wurde die Kirche beschädigt, die Rhombendächer der beiden Westtürme wurden durch einen Luftangriff am 20. Juni 1943 zerstört. Die Wiederherstellungsarbeiten waren 1959 abgeschlossen. 1962 wurde der Innenraum saniert und umgebaut, wobei dem damaligen Zeitgeschmack entsprechend fast alle bauzeitlichen Ausstattungsstücke entfernt und vernichtet worden sind. 1989 wurde das Äußere grundlegend saniert.
Zum 1. Januar 2010 wurde die Pfarre St. Josef aufgelöst und mit den ebenfalls aufgelösten Pfarreien St. Dionysius, Liebfrauen und St. Norbertus zur neuen Pfarre Johannes XXIII. fusioniert, Pfarrkirche wurde St. Dionysius, St. Josef ist seitdem eine Filialkirche.

## Baubeschreibung

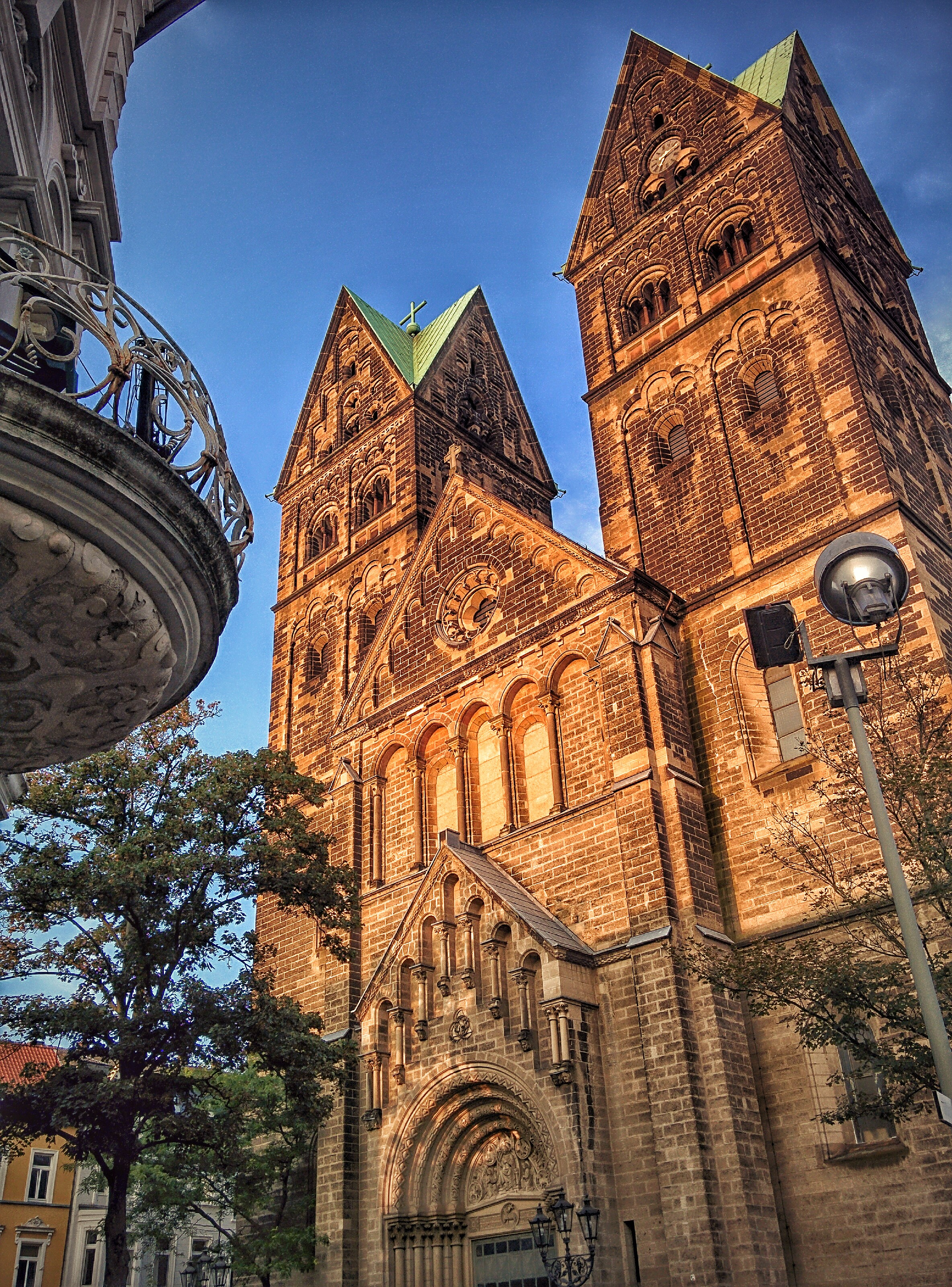
Doppelturmfassade

St. Josef ist eine dreischiffige Basilika im Stil der Neuromanik mit Querschiff und einjochigem Chor mit fünfseitig geschlossener Apsis im Osten, der von zwei Chortürmen mit Rhombendach flankiert wird, und Doppelturmfassade im Westen. Der Innenraum wird von Kreuzrippengewölben überspannt.

## Ausstattung
Aufgrund der Entfernung vieler bauzeitlicher Ausstattungsstücke in den 1960er Jahren ist von der Ursprungsausstattung nur wenig erhalten. Der 1903 nach Entwurf von Caspar Clemens Pickel geschaffene Marienaltar mit Altarflügeln von Friedrich Stummel wurde 1990 aus Originalteilen rekonstruiert. Weiterhin haben sich das Altarkreuz von 1903, der von Wilhelm Mengelberg 1903 geschaffene Taufstein, das Triumphkreuz von 1925 sowie die nach Entwurf von Caspar Clemens Pickel 1903 aufgestellten Beichtstühle erhalten.
Die Buntglasfenster sind Werke von Wilhelm Buschulte aus dem Jahr 1970. Im Chor haben sich einige Fenster aus dem Jahr 1900 erhalten.

### Orgel
Die Orgel wurde 1990 in der Orgelbauwerkstatt Gebrüder Stockmann angefertigt. Das Instrument verfügt über 39 Register.
| I Positiv       |       |
| Gedackt         | 8′    |
| Flöte           | 4′    |
| Praestant       | 2′    |
| Sesquialtera II | 2 ⁄3′ |
| Cymbel III      | 1⁄2′  |
| Musette         | 8′    |
| Tremulant       |       |

| II Hauptwerk |        |
| Bordun       | 16′    |
| Prinzipal    | 08′    |
| Spitzflöte   | 08′    |
| Oktav        | 04′    |
| Rohrflöte    | 04′    |
| Quint        | 02 ⁄3′ |
| Superoktav   | 02′    |
| Kornett V    | 08′    |
| Mixtur IV–V  | 01 ⁄3′ |
| Trompete     | 08′    |

| III Schwellwerk  |        |
| Lieblich Gedackt | 16′    |
| Geigenprinzipal  | 08′    |
| Bordunalflöte    | 08′    |
| Viola di Gamba   | 08′    |
| Vox coelestis    | 08′    |
| Prinzipal        | 04′    |
| Flauto Traverso  | 04′    |
| Nasard           | 02 ⁄3′ |
| Flautino         | 02′    |
| Terz             | 01 ⁄5′ |
| Mixtur IV        | 02′    |
| Oboe             | 08′    |
| Fagott           | 16′    |
| Tuba Mirabilis   | 08′    |
| Clairon          | 04′    |
| Tremulant        |        |

| Pedal C–f1    |         |
| Prinzipalbass | 16′     |
| Subbass       | 16′     |
| Quintbass     | 10 2⁄3′ |
| Oktavbass     | 08′     |
| Flötenbass    | 08′     |
| Choralbass    | 04′     |
| Bombarde      | 16′     |
| Posaune       | 08′     |

- Koppeln: I/II, III/II, III/I, I/P, II/P, III/P

## Glocken
In einem der Glockentürme befinden sich fünf Glocken aus Bronze der Bremer Glockengießerei Otto. Es handelt sich bei diesem Geläut um eines der besten der Gießerei und um ein bedeutendes Zeugnis der Glockengießkunst des ausgehenden 19. Jahrhunderts. Die Glocken läuteten erstmals am 20. August 1898, dem Vorabend des 45. Katholikentages, der in Krefeld stattfand.
| Nr. | Name          | Gussjahr | Gießer                                    | Durchmesser (mm) | Gewicht (kg, ca.) | Schlagton (HT-1/16) | Inschrift |
| --- | ------------- | -------- | ----------------------------------------- | ---------------- | ----------------- | ------------------- | --- |
| 1   | Anna          | 1898     | Karl Otto, Fa. F. Otto, Bremen-Hemelingen | 1899             | 4407              | a0 +2               | + MOLE ME MAIOREM DONATRIX ANNAM VOCAVIT: FILIAM ANNAE LAVDO, DEVM ADORO NEPOTEM. + / + FRATRES FIDE VNTOS VNDIQVE ACCELERANTES SANCTA VT DELIBERANT ET IVSTARITE DECERNANT VOX SALUTAVIT : PRIMA IN OMNIBVS IMPERET CHRISTVS ! |
| 2   | Maria         | 1898     | Karl Otto, Fa. F. Otto, Bremen-Hemelingen | 1596             | 2654              | c′ +4               | + VOCOR MYSTICA ROSA MARIA CORONAS ROSARVM NECITTE ROSARRII CLEMENTI ET DVLCI REGINAE! |
| 3   | Joseph        | 1898     | Karl Otto, Fa. F. Otto, Bremen-Hemelingen | 1425             | 1889              | d′ +4               | + JOSEPH NVTRITIVM VNIGENITI QVI TE REDEMIT SPONSUM VIRGINI PVRAE CASTRO FOEDERE IVNCTVM / JOSEPH PATRONVM QVO PLEBS DICATA EXVLTAS COLE DEVOTE! ROGO ET SONO QVI NOMINOR JOSEPH                                                |
| 4   | Hermann Josef | 1898     | Karl Otto, Fa. F. Otto, Bremen-Hemelingen | 1267             | 1334              | e′ +3               | + NOMINE QVOD GESSIT INNOCVVS CVLTOR MARIAE CLARVS EPISCOPVS HABET TEMPLI BENEFICVS AVCTOR / + DICOR HERMANNVS JOSEPH. SEQVIMINI HVIVS EXEMPLVM VIRGINES ET IVVENES PURITATE AMORE MARIAE!                                      |
| 5   | Johannes      | 1898     | Karl Otto, Fa. F. Otto, Bremen-Hemelingen | 1194             | 1103              | f′ +3               | + TEMPORE QVO PRIMVS PAROCHIAM PASTOR REGEBAT FVSVS ATQVE VOCATTVS EX NOMINE EIVS JOANNES, / + MONEO VT PRAECVRSOR CLAMANS VOCE IPSIVS VIAS DEO PARATE FIDELIS SANCTA VISURI!                                                   |

## Pfarrer
Folgende Priester wirkten bis zur Auflösung der Pfarre im Jahr 2010 als Pfarrer an St. Josef:
- 1892–1903: Johannes Hasenbäcker
- 1903–1922: Hermann Joseph Sträter
- 1922–1932: Robert Küppers
- 1932–1959: Ferdinand Litterscheid
- 1959–1983: Heinrich Didden
- 1983–1993: Hans-Dieter Iven
- 1993–2004: P. Lukas Jünemann CFP
- 2004–2010: Heinz Wans